# Katolj
Katolj (mađ. Kátoly, nje. Katol, Kattelhof) je selo u južnoj Mađarskoj.
Zauzima površinu od 8,75 km četvornih.

## Zemljopisni položaj
Nalazi se uz rječicu Karašicu, istočno od Mečeka, podno Zenga, u dolini potoka Kékes, na 46°4' sjeverne zemljopisne širine i 18°27' istočne zemljopisne dužine, istočno od Pečuha i sjeverozapadno od Mohača. Seluv je 1 km istočno, a Kemed 3,7 km južno.

## Upravna organizacija
Upravno pripada Pečvarskoj mikroregiji u Baranjskoj županiji. Poštanski broj je 7661.
U Katolju djeluju jedinice Hrvatske samouprave i Njemačke državne samouprave u Mađarskoj.
Dan sela se obilježava 23. lipnja.

## Povijest
Selo se prvi put spominje 1272. godine.

## Kultura
- KUD "Baranja"

## Stanovništvo
Katolj ima 339 stanovnika (2002.). U selu žive živi 60% Hrvata, koji su iz etničke skupine Šokaca. Ostale zajednice u selu su Mađari i pripadnici njemačke manjine.

## Vanjske poveznice
- (mađ.) Kátoly Önkormányzatának honlapja
- (engl.) Katolj na fallingrain.com